# Burg Holnstein
Die Burg Holnstein ist eine abgegangene hochmittelalterliche Höhenburg über der gleichnamigen Ortschaft Holnstein der oberpfälzischen Stadt Berching im Landkreis Neumarkt in der Oberpfalz in Bayern, Deutschland. Die Burg über dem Tal der Weiße Laber war vermutlich während des 12. Jahrhunderts der ursprüngliche Sitz der Holnsteiner, bevor sie sich auf einer neu erbauten Burg im Tal niederließen, die später zum Schloss ausgebaut wurde. Anschließend wurde die Höhenburg wohl aufgelassen, heute sind nur noch Wälle und Gräben erhalten. Die Anlage wird als Bodendenkmal unter der Aktennummer D-3-6835-0011 im Bayernatlas als „mittelalterlicher Burgstall“ geführt. 

## Geographische Lage
Die frühere Burganlage befindet sich im mittleren Teil des Mittelgebirges Fränkischen Alb. Sie liegt auf etwa 490 m ü. NN Höhe und damit circa 70 Höhenmeter über dem Talgrund der Weisen Laber auf einem nach Osten vorspringenden Ausläufer einer Hochfläche. Die Burgstelle ist durch den steilen Abfall des Geländes zum Tal an drei Seiten gut geschützt, nur im Westen geht die Burgfläche eben in die Hochfläche über, und musste hier besonders geschützt werden. Sie liegt etwa 250 Meter nordwestlich der katholischen Pfarrkirche St. Georg in Holnstein oder 5250 Meter ostnordöstlich der Ortsmitte von Berching.
In der Nähe befinden sich noch weitere ehemalige mittelalterliche oder vorgeschichtliche Burgen: auf dem gegenüberliegenden östlichen Talrand liegt die große vorgeschichtliche Abschnittsbefestigung Schanze, und etwas weiter das abgegangene Schloss Staufersbuch. Tal aufwärts befinden sich bei Thannbrunn die wenigen Reste einer Burg bzw. des späteren Schlosses Thannbrunn. Talabwärts liegt im Ort Oening der Burgstall Quakhaus, bei Oberbürg die Reste einer Burg bzw. des späteren Schlosses Oberbürg sowie der Burgstall Altenburg. Am Talausgang liegt die Burgruine Ödenburg und ihr gegenüber eine große vorgeschichtliche oder mittelalterliche Abschnittsbefestigung.

## Geschichte
Der ursprüngliche Stammsitz der Holnsteiner wurde vermutlich während des 12. Jahrhunderts errichtet, das Geschlecht selbst ist 1138 erstmals mit Gozbert und seinem Sohn Adalbert erwähnt worden. Sie sind im 12. und im 13. Jahrhundert in den Urkunden des Klosters Plankstetten genannt. Zwischen 1168 und 1184 wurde ein weiterer Adalbert erwähnt, er war Ministeriale der Eichstätter Bischöfe. Später erscheinen noch weitere Holnsteiner in den Urkunden, so 1260 Engelbert von Holnstein und 1292 Adelheid von Holnstein, sie war Äbtissin des Klosters Seligenporten. Vor dem Jahr 1300 ging der Besitz der Holnsteiner an die Herren von Heideck über, sie verlegten wohl auch den Sitz hinunter ins Dorf. Er befand sich unmittelbar nördlich und östlich der Pfarrkirche.

## Beschreibung
Die zweiteilige und heute zum Teil bewaldete Burgstelle auf der nach Osten vorspringenden, und leicht in dieselbe Richtung abfallenden Bergnase war an drei Seiten von Natur aus gut geschützt, nur die Westseite bedarf größerer künstlicher Befestigungen. Hier wurde etwa 120 bis 130 Meter vor der Bergspitze eine Abschnittsbefestigung angelegt, sie bestand aus einem halbkreisförmig verlaufenden Wall, der stellenweise eine natürliche Geländekante verstärkte, sowie einem diesen vorgelegten Graben. Der Graben ist allerdings heute stark verflacht und teilweise eingeebnet. Das Südende der Abschnittsbefestigung schließt am Steilhang an, im Osten biegt sie vor der Hangkante nach Südosten um, und verläuft noch als künstlich versteilte Geländekante parallel zur Hangkante und bildete so eine Torgasse. Die durch diese äußere Abschnittsbefestigung gesicherte Vorburg ist bis zu 30 Meter breit und endet an einer parallel zur äußeren Befestigung verlaufenden inneren Befestigung. Diese besteht aus einem vier bis fünf Meter breiten Halsgraben und einem ebenso breiten dahinter liegenden Hauptwall. Die Sprunghöhe, also die Höhendifferenz zwischen Wallkrone und Grabensohle beträgt noch bis zu 1,6 Meter. Auch diese Befestigung schließt sich am Südende der Hangkante an, im Osten biegt sie 15 Meter vor der Hangkante nach Südosten um, wo auch die äußere Befestigung in Form der künstlich versteilten Geländekante auf sie trifft, und nur einen kleinen Durchgang frei lässt. Sie endet wenige Meter weiter in einer engen Biegung zum Innenraum der Befestigung hin, hier befand sich das frühere Burgtor.
Die rund 100 Meter lange Innenfläche der Kernburg ist von länglicher Form und zieht sich von Westen nach Osten entlang. Ihre Westseite wird durch den Hauptwall begrenzt, die Südseite ist durch die künstliche Absteilung der Hangkante gesichert. An der Nordwestseite der Kernburg ist der Innenseite des Hauptwalles ein kleinerer Wallzug vorgelegt, die Nordost- sowie die Ostseite weisen keine künstlichen Befestigungen mehr auf.